# روشیگومی

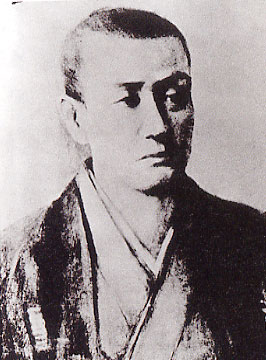
کیوکاوا هاچیرو بنیان‌گذار روشیگومی به معنای «گروه سامورایی‌های بدون ارباب»

روشی گومی (به ژاپنی: 浪士組 Rōshigumi) به معنای «گروه سامورایی‌های بدون ارباب» یا مدافعان کیوتو یک گروه ۲۳۴ نفری از رونین‌ها یا سامورایی‌های بدون ارباب بود که در سال ۱۸۶۲ توسط کیوکاوا هاچیرو تشکیل شد. کیوکاوا هاچیرو برای ادامه جنبش خود برای سرنگونی شوگون‌سالاری، روشیگومی را تشکیل داد. هدف، ظاهری از تشکیل روشیگومی بازگرداندن نظم به کیوتو قبل از ورود توکوگاوا ایه‌موچی، چهاردهمین شوگون شوگون‌سالاری ادو بود. در این دوره در کیوتو، جنبش سوننو جوئی در حال تشدید بود و «تنچو» (مجازات الهی) شایع بود و میهن‌پرستان رادیکال به طرز وحشیانه‌ای افرادی را که طرفدار شوگون‌سالاری بودند، به قتل می‌رساندند. سوننو جوئی ترکیبی از ایده «سوننو» (احترام به امپراتور) است که وفاداری به دربار امپراتوری و امپراتور را موعظه می‌کند و «جوئی» (اخراج) بربرها (یا بیگانگان). در ابتدا، این دو ایده جداگانه بودند، اما زمانی که امپراتور کومی، که از رابطه با کشورهای خارجی واهمه داشت، شوگون‌سالاری را به اخراج بیگانگان ترغیب کرد، به هم پیوند خوردند. از آنجا که شوگون‌سالاری با قدرت‌های غربی در ارتباط بود، از قدرت اقتصادی و نظامی آنها آگاه بود و تشخیص داد که اخراج بیگانگان آسان نخواهد بود. با این حال، دربار امپراتوری و امپراتور نسبت به شوگون‌سالاری بی‌اعتمادی داشتند، که همچنان موضع مبهمی اتخاذ می‌کرد و این افکار در بین افرادی با دیدگاه‌های ضد شوگون‌سالاری طنین‌انداز شد. این تولد ایده سوننو جوئی بود و جنبش سونتو جوئی، که ماهیتی قوی ضد شوگون‌سالاری داشت، آغاز شد.
در در ۲۲ آوریل ۱۸۶۳ (پنجمین روز از ماه سوم از سال سوم دوره بونکیو))، هنگامی که شوگون توکوگاوا ایه‌موچی برای اولین بار پس از ۲۲۹ سال به عنوان یک شوگون به کیوتو می‌رفت، روشیگومی به عنوان طلایه‌دار محافظت از شوگون در کیوتو ایجاد شد اما روشیگومی مدتی پس از ورود این گروه به کیوتو نیت اصلی خود را که حمایت از امپراتور بود آشکار کرد و سپس منحل شد.

## تشکیل روشیگومی
سوننو جوئی جایی که امپراتور اقامت داشت یعنی کیوتو، در اوج قدرت خود بود. به‌طور خاص، خاندان قلمرو چوشو از نقش خود در محافظت از کاخ امپراتوری سوءاستفاده کرد تا با اشراف طرفدار اخراج بیگانگان در داخل کاخ تبانی کرده و جنبش سوننو جوی را در کیوتو رهبری کند. سفر توکوگاوا ایه‌موچی به کیوتو برای حل این وضعیت طراحی شده بود، اما برای تحقق سفر او به کیوتو، کاملاً ضروری بود که صلح و نظم در کیوتو برقرار شود. اینگونه بود که روشیگومی، با هدف محافظت از شوگون و هموار کردن راه برای دیگران تشکیل شد.
در طول این سفر به کیوتو، توکوگاوا ایه‌موچی توسط دربار امپراتوری تحت فشار قرار گرفت تا در مورد مهلتی برای انزوا و اخراج خارجی‌ها تصمیم‌گیری کند. شوگون‌سالاری ادو قصد داشت کشور را بگشاید، اما از آنجایی که به قدرت دربار امپراتوری متکی بود، باید به وعده خود برای اجرای انزوا و اخراج خارجی‌ها عمل می‌کرد؛ بنابراین، در ۲۰ آوریل، توکوگاوا ایه‌موچی به دربار امپراتوری اطلاع داد که مهلت ۱۰ مه خواهد بود. با کمتر از یک ماه تا مهلت موعود، مشخص بود که این امر باعث سردرگمی خواهد شد. توکوگاوا ایموچی پس از بازگشت به ادو، تنها موفق به بستن بندر یوکوهاما شد. او در ژانویه ۱۸۶۴ (بونکیو ۴/گنجی ۱) به بهانه گزارش وضعیت بسته شدن بندر، دوباره به کیوتو بازگشت و از امپراتور کومی فرمان امپراتوری مبنی بر اتحاد دربار امپراتوری و شوگون‌سالاری دریافت کرد.
کیوکاوا هاچیرو از طریق یامائوکا تشو و دیگران، دادخواستی را به ماتسودایرا یوشیناگا (مدیر ارشد سیاسی شوگون‌سالاری) ارائه داد که در آن سه اقدام فوری (۱. اخراج خارجی‌ها، ۲. صدور عفو عمومی و ۳. آموزش افراد با استعداد کشور) تشریح شده بود. شوگون‌سالاری که با میهن‌پرستان سوننو جوئی مشکل داشت، این پیشنهاد را پذیرفت و اجازه داد تا روشیگومی (شامل ۲۳۴ عضو) را تشکیل دهد. کیوکاوا هاچیرو با موفقیت شوگون‌سالاری را فریب داد و سپس شروع به جمع‌آوری هواداران طرفدار شوگون‌سالاری در کیوتو کرد. در ۲۳ فوریه ۱۸۶۳ (سال سوم بونکیو)، هنگامی که شوگون توکوگاوا ایه‌موچی به کیوتو می‌رفت، او روشیگومی را به عنوان طلایه‌دار شوگون رهبری کرد.
روشیگومی در ۲۳ فوریه ۱۸۶۳ (بونکیو ۳) وارد کیوتو شد. کوندو ایسامی و بقیه شیئیکان در اقامتگاه یاگی، یک سامورایی محلی ثروتمند از روستای میبو، اقامت کردند.
کیوکاوا هاچیرو کمی پس از ورود، کیوکاوا هاچیرو، بنیان‌گذار روشیگومی، هدف واقعی نقشه روشیگومی را فاش کرد و گفت: «روشیگومی‌ها با شوگون‌سالاری رابطه ارباب و بنده ندارند. روشیگومی‌ها همیشه پیشتاز (سوننو جوئی) یا اخراج بیگانگان برای امپراتور خواهند بود.» در واقع، نقشه این بود که روشیگومی را از شوگون‌سالاری جدا کنند و از آنها برای فعالیت‌های رادیکال طرفدار امپراتور استفاده کنند. او رونین‌ها را در معبد شینتوکو در میبو، شهر کیوتو جمع کرد و اظهار داشت که هدف واقعی او محافظت از شوگون نیست، بلکه رهبری جنبشی برای بازگرداندن حکومت امپراتوری و بیرون راندن بربرها است.
کوندو ایسامی در پاسخ مخالفت کرد و گفت: «اگر شوگون که از امپراتور فرمان امپراتوری برای اخراج خارجی‌ها را دریافت کرده بود، اخراج خارجی‌ها را در ادو انجام می‌داد، من هیچ مخالفتی نداشتم، اما اگر اینطور نباشد، دوست دارم در کیوتو بمانم و از شوگون محافظت کنم.» کوندو ایسامی در منطقه تاما، که یک تنریو (قلمرو تحت کنترل مستقیم شوگون‌سالاری) بود، متولد و بزرگ شد و حس احترام شدیدی نسبت به شوگون داشت.
در سوم مارس، دستوری به روشیگومی‌ها برای بازگشت به ادو صادر شد، اما این دستور دو بار به تعویق افتاد و در سیزدهم مارس، روشیگومی‌ها به رهبری هاچیرو کیوکاوا و دیگران کیوتو را ترک کردند و به سمت ادو حرکت کردند.
در ۵ مارس ۱۸۶۳ (بونکیو ۳)، هنگامی که توکوگاوا ایه‌موچی به کیوتو رسید، بسیاری از روشیگومی‌ها به ادو بازگشتند، اما ۲۴ رونین یا روشی در کیوتو باقی ماندند. کسانی که با اخراج خارجی‌ها مخالف بودند، از جمله نگیشی یوزان، سریزاوا کامو، کوندو ایسامی و هیجیکاتا توشیزو، تصمیم به ماندن در کیوتو گرفتند و از گروه جدا شدند. آنها تحت قیمومیت خاندان قلمرو آیزو، که به عنوان شوگو شوکوی کیوتو (محافظ کیوتو) خدمت می‌کردند، در کیوتو ماندند و خود را «میبوروشی» یا «میبو روشیگومی» (که نام آن از روستای میبو، جایی که سربازخانه‌های آنها در آن قرار داشت، گرفته شده بود و بعدها با نام شینسنگومی شناخته شد) نامیدند.
کیوکاوا هاچیرو گروهی متشکل از ۲۰۰ مرد را برای ارائه دادخواست به دربار امپراتوری ژاپن رهبری کرد که خوشبختانه پذیرفته شد. شوگون‌سالاری، که نگران فعالیت‌های روشیگومی بود، آنها را به ادو فراخواند. پس از بازگشت به ادو، او سعی کرد روشیگومی‌ها را به پیشروی وادارد، اما از آنجا که آنها در تضاد کامل با شوگون‌سالاری در کیوتو بودند، هدف قرار گرفتند. در ۱۳ آوریل ۱۸۶۳، او در آزابو (در توکیوی امروزی) توسط شش قاتل از شوگون‌سالاری، گردن زده شد. کیوکاوا هاچیرو در سن ۳۴ سالگی درگذشت. رفقای کیوکاوا یکی پس از دیگری دستگیر شدند و روشیگومی هدف سازمانی خود را از دست داد.
شوگون‌سالاری، روشیگومی‌ها را به شینچوگومی تغییر نام داد و آنها را تحت قیمومیت قلمرو شونای، مدیر شهر ادو، قرار داد. «میبو روشیگومی» که تحت قیمومیت قلمرو آیزو، محافظ کیوتو، قرار گرفته بود، پس از تغییر سیاسی روز هیجدهم ماه هشت نام «شینسنگومی» را به خود گرفت و روشیگومی‌ها هم در اسم و هم در واقعیت ناپدید شدند.

## رویدادهای بعدی
در ۱۸ اوت ۱۸۶۳ (بونکیو ۳)، «تغییر سیاسی روز هیجدهم ماه هشت» در دربار امپراتوری رخ داد. دلیل این آشوب سیاسی این بود که توکوگاوا ایه‌موچی، که به کیوتو آمده بود، قول داده بود که «اخراج خارجی‌ها را در دهم ماه مه انجام دهد»، اما در ماه ژوئن بدون انجام هیچ کاری به ادو بازگشت. جناح‌های رادیکال خاندان چوشو و اشراف درباری ضدبیگانه، با استناد به عدم پایبندی شوگون به وعده‌اش، برنامه‌ریزی کردند تا با رهبری شخصی امپراتور، شوگون‌سالاری را سرنگون کنند. با این حال، امپراتور کومی به شدت با این امر مخالفت کرد. اگرچه او می‌خواست خارجی‌ها را اخراج کنند، اما نمی‌خواست نظام شوگونی را سرنگون کنند. دلیل دیگر این بود که خواهر کوچکترش، پرنسس کازونومیا، با شوگون سالاری ادو ازدواج کرده بود.
امپراتور کومی احساس کرد که باید تندروها را از قلمرو چوشو و اشراف درباری ضدبیگانه را از کاخ امپراتوری بیرون کند و به قلمروهای ساتسوما و آیزو دستور داد تا کاخ امپراتوری را محاصره کنند. شورای دربار امپراتوری فقط با حضور اشراف درباری که از شوگون‌سالاری جدید (جناح ائتلاف امپراتوری-شوگون‌سالاری) حمایت می‌کردند، برگزار شد و تصمیم گرفته شد که اشراف طرفدار اخراج بیگانگان از سلسله مراتب رسمی خود خلع شوند و خاندان چوشو از وظایف خود به عنوان نگهبانان کاخ امپراتوری برکنار شود.
با پیش‌بینی حمله متقابل از سوی قلمرو چوشو، قلمرو آیزو، میبو روشیگومی را برای محافظت از کاخ امپراتوری کیوتو بسیج کردند. حدود ۵۰ نفر از آنها در دروازه جنوبی (کنریمون) کاخ امپراتوری مستقر شدند و در نتیجه انجام مأموریتشان، به میبو روشیگومی نام جدیدی به نام شینسنگومی داده شد، نامی نظامی که مدت‌ها در قلمرو آیزو رواج داشت. این بدان معنا بود که شینسنگومی رسماً به شاخه‌ای از خاندان آیزو تبدیل شد.

## پاکسازی کامو سریزاوا
وقتی شینسنگومی رسماً توسط خاندان آیزو استخدام شد، کامو سریزاوا که در کنار کوندو ایسامی به عنوان مدیر خدمت می‌کرد، دردسرساز شد. سریزاوا کامو عادت بسیار بدی به نوشیدن الکل داشت و گفته می‌شود در ۱۲ اوت ۱۸۶۳ (بونکیو ۳)، پس از مستی کامل، فروشگاه نخ و پارچه «یاماتویا» را به آتش کشید. خاندان آیزو به کوندو ایسامی دستور داد تا سریزاوا کامو را ترور کند. در ۱۶ سپتامبر ۱۸۶۳ (بونکیو ۳)، توشیزو هیجیکاتا و سوجی اوکیتا آدمکش‌هایی بودند که کامو سریزاوا را در حالی که مست و خواب بود، ترور کردند. از آن به بعد، کوندو ایسامی تنها رئیس شینسنگومی شد و این سازمان قوی‌تر شد.
علاوه بر این، گشت‌زنی در شهر کیوتو، که از زمان میبو روشیگومی به صورت داوطلبانه انجام می‌شد، پس از تغییر نام گروه به شینسنگومی، به مأموریت اصلی آن تبدیل شد.